# X Водолея
X Водолея (лат. X Aquarii), HD 211610 — одиночная переменная звезда в созвездии Водолея на расстоянии (вычисленном из значения параллакса) приблизительно 14832 световых лет (около 4548 парсеков) от Солнца. Видимая звёздная величина звезды — от +15m до +7,2m.

## Характеристики
X Водолея — красная пульсирующая переменная S-звезда, мирида (M) спектрального класса S6,3e:(M4e-M6,5e) или M6,5e.